# Miramont-de-Comminges
Miramont-de-Comminges – miejscowość i gmina we Francji, w regionie Oksytania, w departamencie Górna Garonna.
Według danych na rok 1990 gminę zamieszkiwały 922 osoby, a gęstość zaludnienia wynosiła 114 osób/km² (wśród 3020 gmin regionu Midi-Pireneje Miramont-de-Comminges plasuje się na 361. miejscu pod względem liczby ludności, natomiast pod względem powierzchni na miejscu 1240.).